# Associazione Calcio Venezia 1947-1948
Questa voce raccoglie le informazioni riguardanti l'Associazione Calcio Venezia nelle competizioni ufficiali della stagione 1947-1948.

## Rosa
| N. |                     | Ruolo | Calciatore        |
| -- | ------------------- | ----- | ----------------- |
|    | Italia (bandiera)   | D     | Orfeo Bellesini   |
|    | Italia (bandiera)   | P     | Arrigo Benussi    |
|    | Italia (bandiera)   | A     | Manlio Bertolin   |
|    | Italia (bandiera)   | C     | Pietro Castignani |
|    | Italia (bandiera)   | C     | Lino Cauzzo       |
|    | Italia (bandiera)   | D     | Aldo Checchetti   |
|    | Italia (bandiera)   | A     | Mario Ferrari     |
|    | Svizzera (bandiera) | C     | Philippe Fuchs    |
|    | Italia (bandiera)   | A     | Sergio Gon        |
|    | Italia (bandiera)   | P     | Luigi Griffanti   |

| N. |                   | Ruolo | Calciatore           |
| -- | ----------------- | ----- | -------------------- |
|    | Italia (bandiera) | A     | Bruno Novello        |
|    | Italia (bandiera) | A     | Valeriano Ottino     |
|    | Italia (bandiera) | D     | Carlo Pischianz      |
|    | Italia (bandiera) | A     | Mario Renosto        |
|    | Italia (bandiera) | A     | Emilio Schiaffino    |
|    | Italia (bandiera) | C     | Carlo Sgobbi         |
|    | Italia (bandiera) | C     | Angelo Trentin       |
|    | Italia (bandiera) | C     | Danilo Venturi       |
|    | Italia (bandiera) | A     | Bruno Luigi Zambelli |
|    | Italia (bandiera) | A     | Adriano Zecca        |

## Risultati

### Campionato

#### Girone di andata
| 5 dicembre 1947 1ª giornata | Bolzano | 1 – 1 | Venezia |  |

| 21 settembre 1947 2ª giornata | Reggiana | 0 – 0 | Venezia |  |

| 5 ottobre 1969 3ª giornata | Venezia | 3 – 1 | Udinese |  |

| 24 agosto 4ª giornata | Venezia | 1 – 0 | Pro Gorizia |  |

| 12 ottobre 1947 5ª giornata | Piacenza | 0 – 3 | Venezia |  |

| 19 ottobre 1947 6ª giornata | Venezia | 2 – 1 | Treviso |  |

| 26 ottobre 1947 7ª giornata | Cremonese | 0 – 0 | Venezia |  |

| 2 novembre 1947 8ª giornata | Venezia | 2 – 0 | Suzzara |  |

| 19 dicembre 1965 9ª giornata | Centese | 1 – 2 | Venezia |  |

| 23 novembre 1947 10ª giornata | Mantova | 1 – 2 | Venezia |  |

| 30 novembre 1947 11ª giornata | Venezia | 4 – 1 | Padova |  |

| 7 dicembre 1947 12ª giornata | Carrarese P. Binelli | 2 – 0 | Venezia |  |

| 5 maggio 1946 13ª giornata | Venezia | 0 – 1 | Verona |  |

| 20 ottobre 1946 14ª giornata | Pistoiese | 4 – 1 | Venezia |  |

| 4 gennaio 1948 15ª giornata | Venezia | 0 – 1 | SPAL |  |

| 30 novembre 1975 16ª giornata | Parma | 2 – 1 | Venezia |  |

| 5 ottobre 1947 17ª giornata | Venezia | 5 – 1 | Prato |  |

#### Girone di ritorno
| 15 febbraio 1948 18ª giornata | Venezia | 2 – 0 | Bolzano |  |

| 22 febbraio 1948 19ª giornata | Venezia | 4 – 0 | Reggiana |  |

| 29 febbraio 1948 20ª giornata | Udinese | 3 – 2 | Venezia |  |

| 7 marzo 1948 21ª giornata | Pro Gorizia | 0 – 1 | Venezia |  |

| 14 marzo 1948 22ª giornata | Venezia | 4 – 0 | Piacenza |  |

| 21 marzo 1948 23ª giornata | Treviso | 1 – 1 | Venezia |  |

| 28 marzo 1948 24ª giornata | Venezia | 1 – 0 | Cremonese |  |

| 11 aprile 1948 25ª giornata | Suzzara | 0 – 0 | Venezia |  |

| 17 aprile 1948 26ª giornata | Venezia | 0 – 2 | Centese |  |

| 25 aprile 1948 27ª giornata | Venezia | 0 – 0 | Mantova |  |

| 2 maggio 1948 28ª giornata | Padova | 2 – 0 | Venezia |  |

| 9 maggio 1948 29ª giornata | Venezia | 2 – 2 | Carrarese P. Binelli |  |

| 23 maggio 1948 30ª giornata | Verona | 1 – 1 | Venezia |  |

| 30 maggio 1948 31ª giornata | Venezia | 0 – 0 | Pistoiese |  |

| 6 giugno 1948 32ª giornata | SPAL | 5 – 1 | Venezia |  |

| 13 giugno 1948 33ª giornata | Venezia | 1 – 0 | Parma |  |

| 20 giugno 1948 34ª giornata | Prato | 4 – 1 | Venezia |  |